# Resolutie 734 Veiligheidsraad Verenigde Naties
Resolutie 734 van de Veiligheidsraad van de Verenigde Naties werd unaniem aangenomen op 29 januari 1992. De UNIFIL-vredesmacht in het zuiden van Libanon werd met een half jaar verlengd. De Veiligheidsraad stemde ook in met de intentie van de nieuwe secretaris-generaal Boutros Boutros-Ghali om de vredesmacht effectiever te maken.

## Achtergrond
Na de Israëlische inval in Zuidelijk Libanon eind jaren 1970, stationeerden de Verenigde Naties de tijdelijke VN-macht UNIFIL in de streek. Die moest er de vrede handhaven totdat de Libanese overheid haar gezag opnieuw kon doen gelden. In 1982 viel Israël Libanon opnieuw binnen voor een oorlog met de Palestijnse PLO. Midden 1985 begon Israël met terugtrekkingen uit het land, maar geregeld vonden nieuwe aanvallen en invasies plaats.

## Inhoud
De Veiligheidsraad:
- herinnert aan de resoluties 425, 426, 501, 508, 509 en 520;
- bestudeerde het rapport van secretaris-generaal over UNIFIL en neemt nota van diens waarnemingen;
- herinnert aan het addendum bij het rapport;
- neemt akte van de brief van Libanon;
- beantwoordt het verzoek van de Libanese overheid;

1. besluit om het mandaat van UNIFIL voor een tijdelijke periode van zes maanden verder te verlengen, tot 31 juli 1992;
2. stemt in met de doelstelling van de secretaris-generaal om de macht effectiever te maken;
3. stemt in het bijzonder in met de aanbevelingen in het addendum;
4. nodigt de secretaris-generaal uit om samen met de landen die troepen bijdragen te overwegen hoe dat kan gebeuren;
5. herhaalt zijn steun aan de territoriale integriteit, soevereiniteit en onafhankelijkheid van Libanon;
6. benadrukt de voorwaarden van de macht en roept alle betrokken partijen op om samen te werken met de macht zodat deze haar mandaat volledig kan uitvoeren;
7. herhaalt dat de macht haar mandaat volledig moet uitvoeren;
8. vraagt de secretaris-generaal de consultaties met de Libanese overheid en andere partijen over de uitvoering van deze resolutie voort te zetten en hierover te rapporteren.

## Verwante resoluties
- Resolutie 722 Veiligheidsraad Verenigde Naties (1991)
- Resolutie 726 Veiligheidsraad Verenigde Naties
- Resolutie 756 Veiligheidsraad Verenigde Naties
- Resolutie 768 Veiligheidsraad Verenigde Naties

Lijst ·  726 ·  727 ·  728 ·  729 ·  730 ·  731 ·  732 ·  733 ·  734 ·  735 ·  736 ·  737 ·  738 ·  739 ·  740 ·  741 ·  742 ·  743 ·  744 ·  745 ·  746 ·  747 ·  748 ·  749 ·  750 ·  751 ·  752 ·  753 ·  754 ·  755 ·  756 ·  757 ·  758 ·  759 ·  760 ·  761 ·  762 ·  763 ·  764 ·  765 ·  766 ·  767 ·  768 ·  769 ·  770 ·  771 ·  772 ·  773 ·  774 ·  775 ·  776 ·  777 ·  778 ·  779 ·  780 ·  781 ·  782 ·  783 ·  784 ·  785 ·  786 ·  787 ·  788 ·  789 ·  790 ·  791 ·  792 ·  793 ·  794 ·  795 ·  796 ·  797 ·  798 ·  799